# بيتش بيتر هاف ماي موني
تعديل مصدري - تعديل  
«بِچ بيتر هاڤ ماي مَني» (بالإنجليزية: Bitch Better Have My Money) هي أغنية سجلتها المغنية البربادوسية ريانا. قام بكتابتها كل من كانييه ويست، جميل بيير، بادريلا بوريلي وترافيس سكوت، وأنتجها سكوت مع ديبيوتي، كانييه ويست ووانداغيرل. في 25 مارس 2015، نشرت ريانا على حسابها الرسمي على تويتر بالإنجليزية: "rihannaNOW.com #R8 #BBHMM #March26". فيما بعد، قامت ريانا بنشر غلاف الأغنية على حسابها الرسمي على إنستغرام. في وقت لاحق من ذلك اليوم، صدر مقتطف صغير من الأغنية عبر تطبيق Dubsmash. تم إصدار «بيتش بيتر هاف ماي موني» رقميًا على شكل الأغنية المفردة الثانية من الألبوم في 26 مارس 2015، عبر متجر آي تيونز. «بيتش بيتر هاف ماي موني»  هي أغنية من نوع تراب مع لحن هيب هوب وتمثل الأغنية ابتعاد موسيقي ملحوظ عن الأغنية المفردة الرئيسية للألبوم «فور فايڤسكندز».
بعد صدور الأغنية قدّم النقاد تقييمات مختلطة، حيث وجدوا الأغنية بأنها سهلة الحفظ والتذكر وقابلة للاستخدام في النوادي، ولكنهم اعتقدوا انها على درجة أقل من الأغنية المفردة السابقة. وصلت هذه الأغنية إلى المراكز العشرة الأوائل للأغاني الأكثر مبيعًا في ثمانية دول، بما في ذلك نيوزيلندا وفرنسا، بالإضافة إلى وصولها إلى المراكز العشرين الأعلى مبيعًا في ستة دول، من بينها الولايات المتحدة وأستراليا. من أجل الترويج للأغنية، قامت ريانا بتأدية الأغنية في حفل توزيع جوائز آي هارت الموسيقي الثاني في ٢٩ مارس، ٢٠١٥. وتم إصدار فيديو الأغنية في ٢ يوليو، ٢٠١٥. وقام بإخراج الفيديو المصوّر كلٍ من ريانا وميغافورس، تضمن الفيديو مشاهد عنف وعري، وجرى تصوير مشهد القارب في شهر أبريل عام ٢٠١٥ بمارينا ديل ري بلوس أنجلس.

## روابط خارجية
- "بيتش بيتر هاف ماي موني" (أداء ريانا في حفل توزيع جوائز آي هارت 2015) على يوتيوب